# Diego Coria
Diego Emiliano Coria (Caseros, Buenos Aires, Argentina, 24 de mayo de 1988) es un futbolista argentino que juega como delantero.Tiene una amplia carrera y actualmente se encuentra jugando en Defensores de Salvador María de la Liga Lobense de Futbol.
Se inició en reservas de San Lorenzo a los 15 años, fichando tres años después en la reserva de River Plate.
Posteriormente pasó a Sol de Mayo, club que militaba en el Torneo Federal B. Su primer gol con el equipo de Viedma lo convirtió en la 6.ª fecha como visitante, en la caída frente a Independiente de Río Colorado 3 a 2.

## Clubes
| Club                   | País      | Año        |
| ---------------------- | --------- | ---------- |
| River Plate            | Argentina | 2007-2009  |
| Ferro Carril Oeste     | Argentina | 2010       |
| Club Almagro           | Argentina | 2013- 2014 |
| Perak FA               | Malasia   | 2014       |
| Club Sportivo Italiano | Argentina | 2015       |
| Club Sol de Mayo       | Argentina | 2016       |